# Phaeothamniophyceae
Die Phaeothamniophyceae sind ein Taxon einzelliger oder fadenförmiger brauner Algen, die zu den Stramenopilen gezählt werden.

## Merkmale
Die Arten sind fadenförmig, capsoid, palmelloid oder kokkoidal. Die Zellen sind von einer ein- oder zweiteiligen Zellwand umgeben. Der Chloroplast besitzt eine Gürtellamelle. Die äußere Membran dieses Plastiden ist über das endoplasmatische Reticulum direkt mit der äußeren Membran der Kernhülle verbunden. Die DNA ihrer Plastiden (Chloroplasten-DNA) besitzt einen Genophor vom Ring-Typ. Die Zellen besitzen Augenflecken. Die Plastidenpigmente sind: Chlorophyll a und c, Fucoxanthin, Heteroxanthin, Diatoxanthin und Diadinoxanthin.
Schwärmerzellen besitzen zwei Geißeln. Die nach vorne weisende trägt dreiteilige Haare, die hintere nicht. Die Zellen besitzen vier Mikrotubuli-Kinetosom-Wurzeln, jedoch keinen Rhizoplast.

## Systematik
Innerhalb der Gruppe werden aufgrund molekularbiologischer Merkmale zwei Untertaxa unterschieden:
- Phaeothamniales Bourrelly
  - Phaeothamniaceae
    - Phaeoschizochlamys
    - Phaeothamnion
    - Stichogloea
    - Tetrasporopsis
- Pleurochloridales Ettl
  - Pleurochloridellaceae
    - Pleurochloridella